# مهانستانگر
مهانستانگر قدیمی‌ترین مکان باستان‌شناسی شهری است که تاکنون در بنگلادش کشف شده است. روستای مهاستان در شیبگانج آپازیلا در ناحیه بوگرا، بقایای یک شهر باستانی را در خود جای داده است که در قلمرو پوندراواردهانا، پوندراناگارا یا پاوندراوارداناپورا نامیده می‌شد. تخته سنگ آهکی که دارای شش خط به پراکریت و خط براهمی است و در آن کمک مالی ثبت شده است، در سال ۱۹۳۱ کشف شد و قدمت مهستانگر را حداقل به قرن سوم قبل از میلاد رسانید. این شهر یک مرکز مهم تحت امپراتوری موریا بود. این منطقه غیرقابل نفوذ تا قرن هشتم میلادی مورد استفاده قرار می‌گرفت.

## نگارخانه

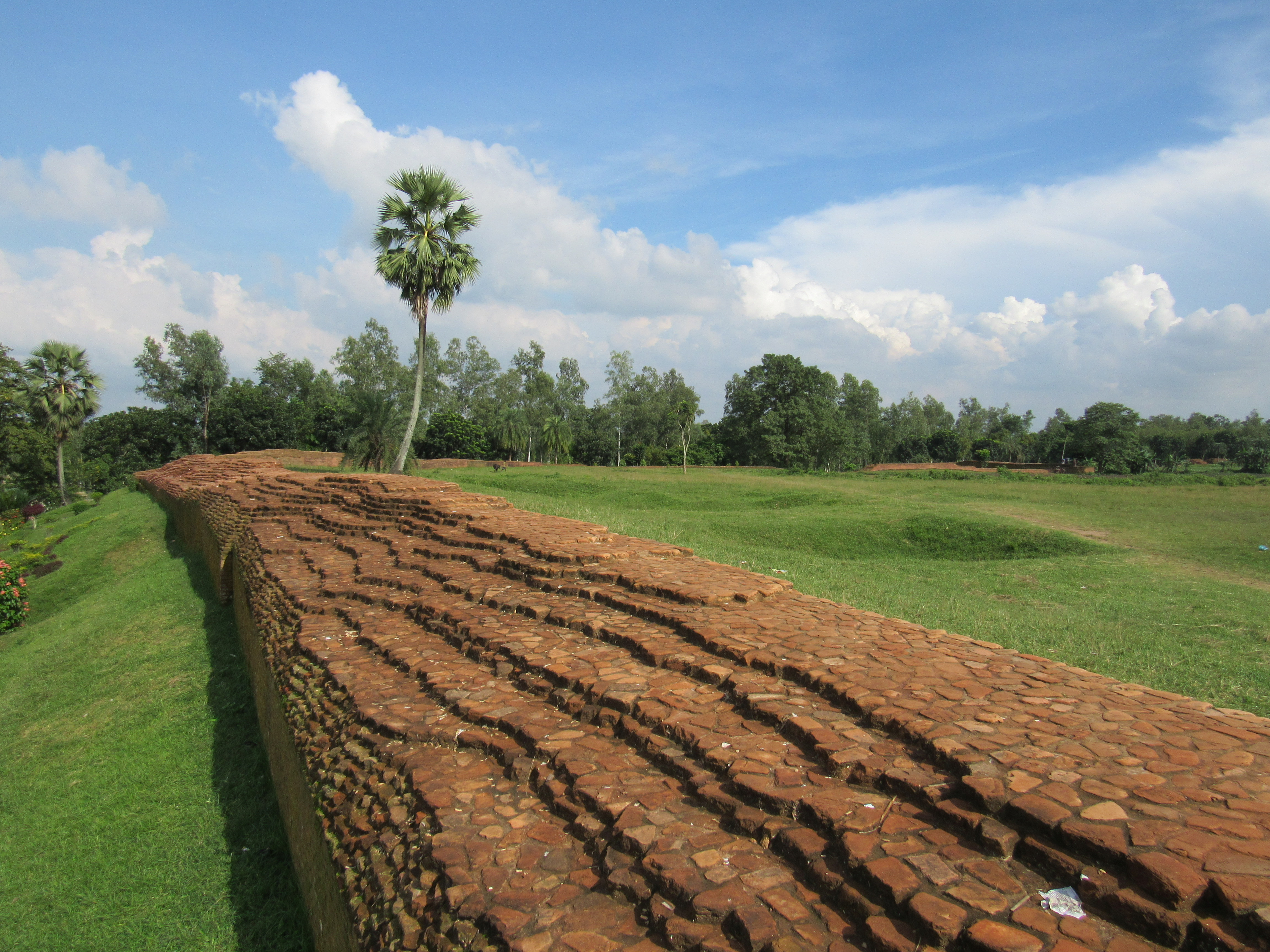
دیوار مرزی مهستانگره
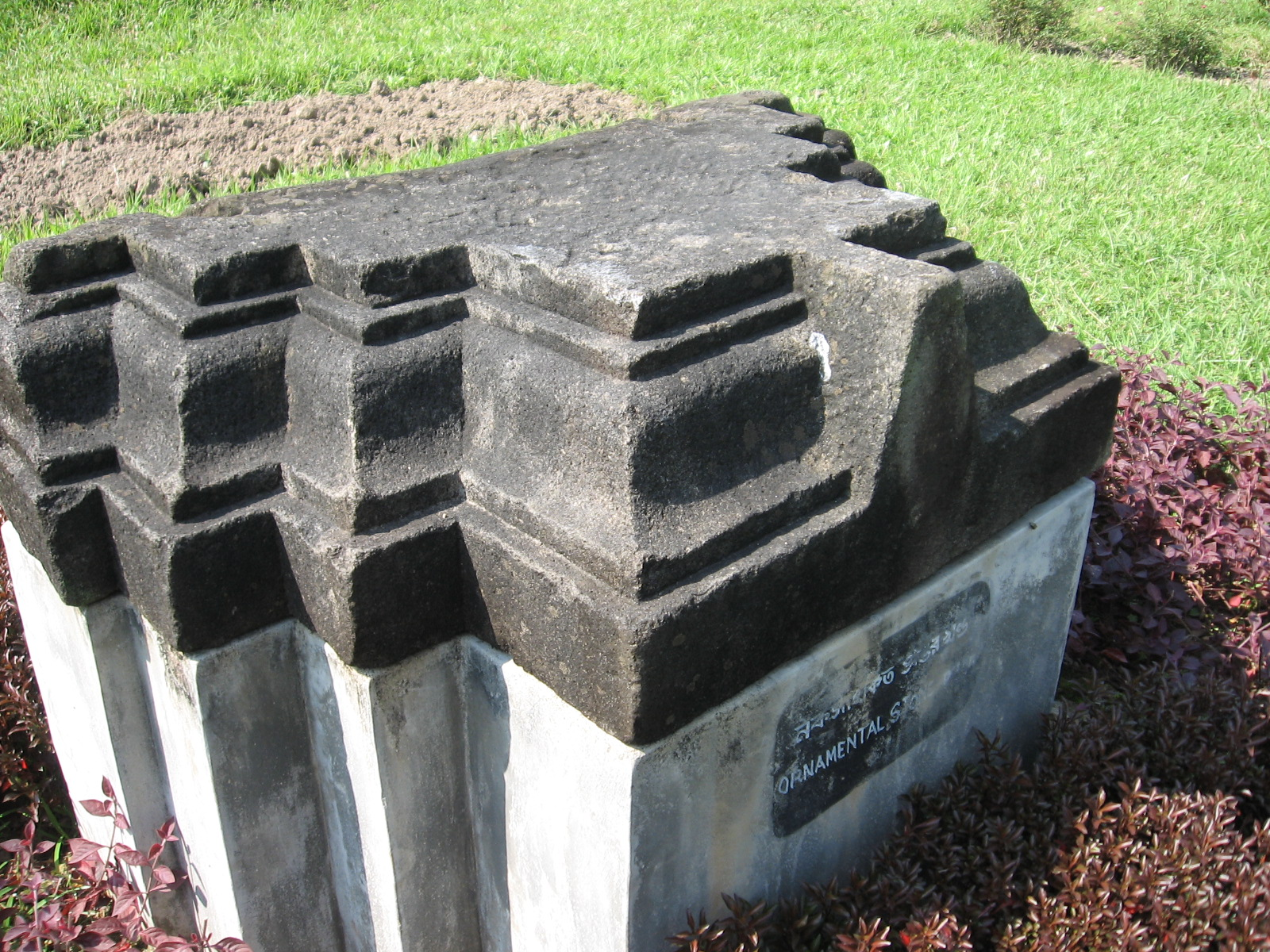
حکاکی روی سنگ‌های زینتی در مهستانگره به نمایش گذاشته شده است
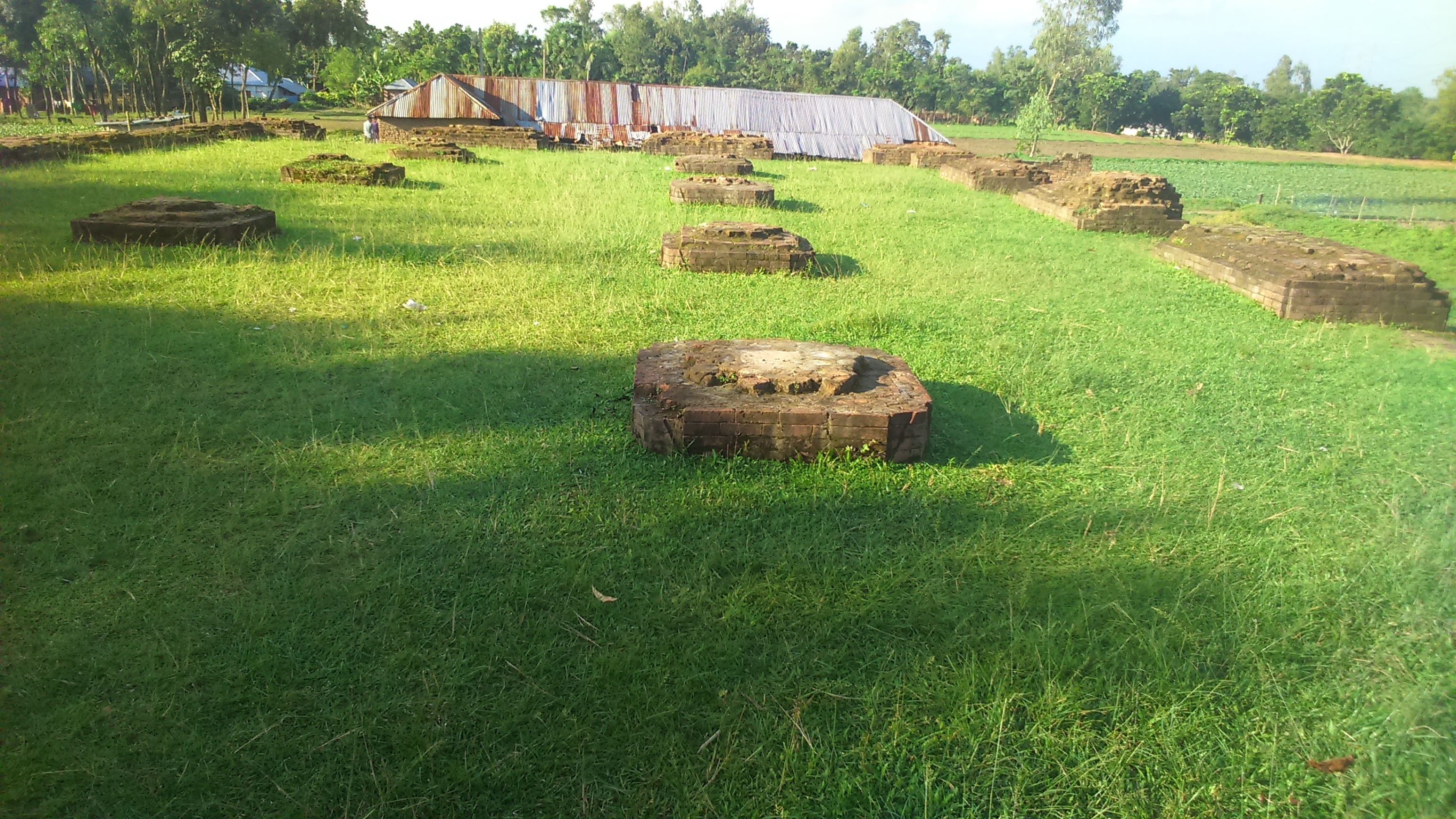
تپه منکالیر
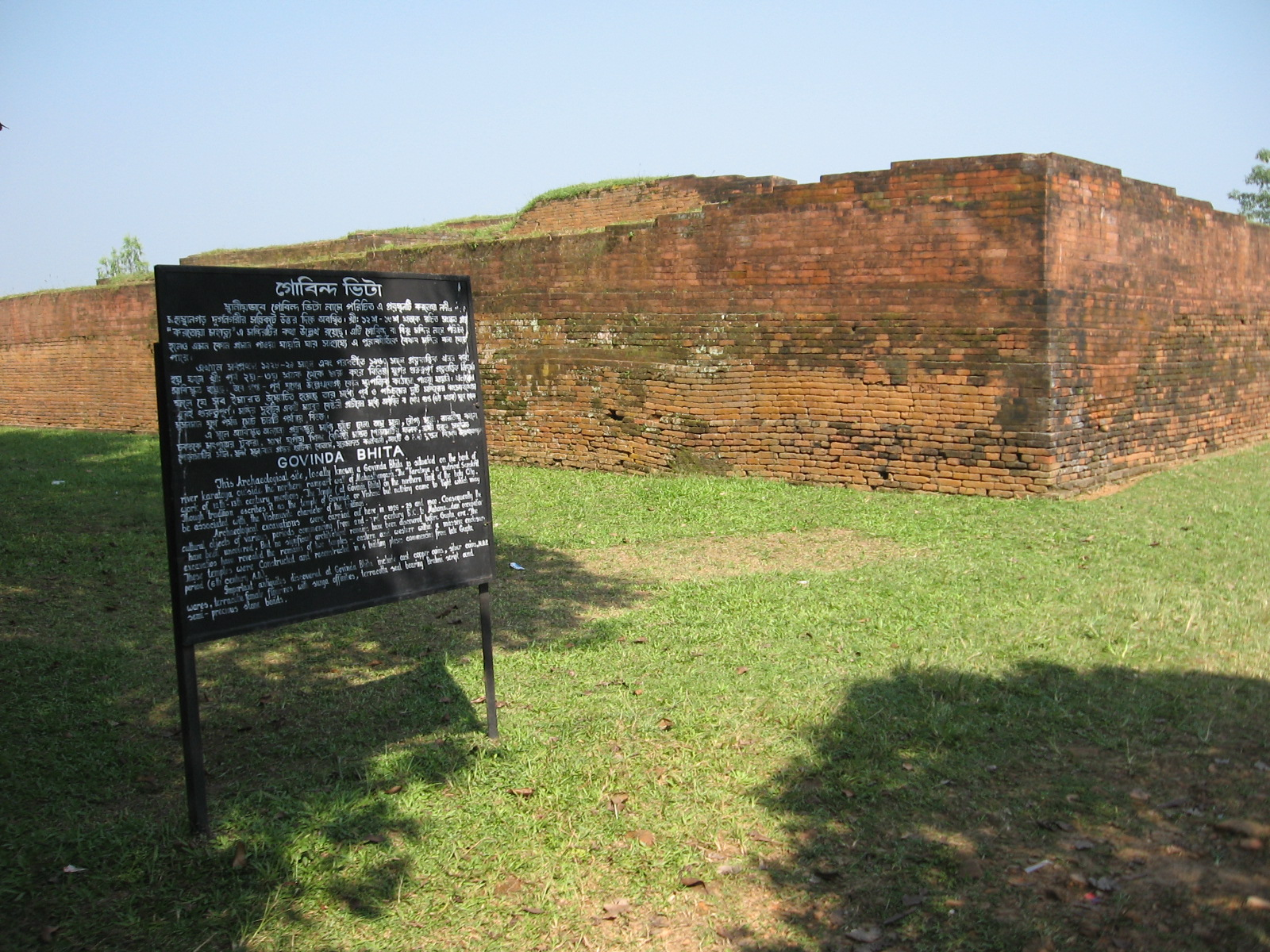
گوویندا بهیتا درست خارج از ارگ ماهاستانگر
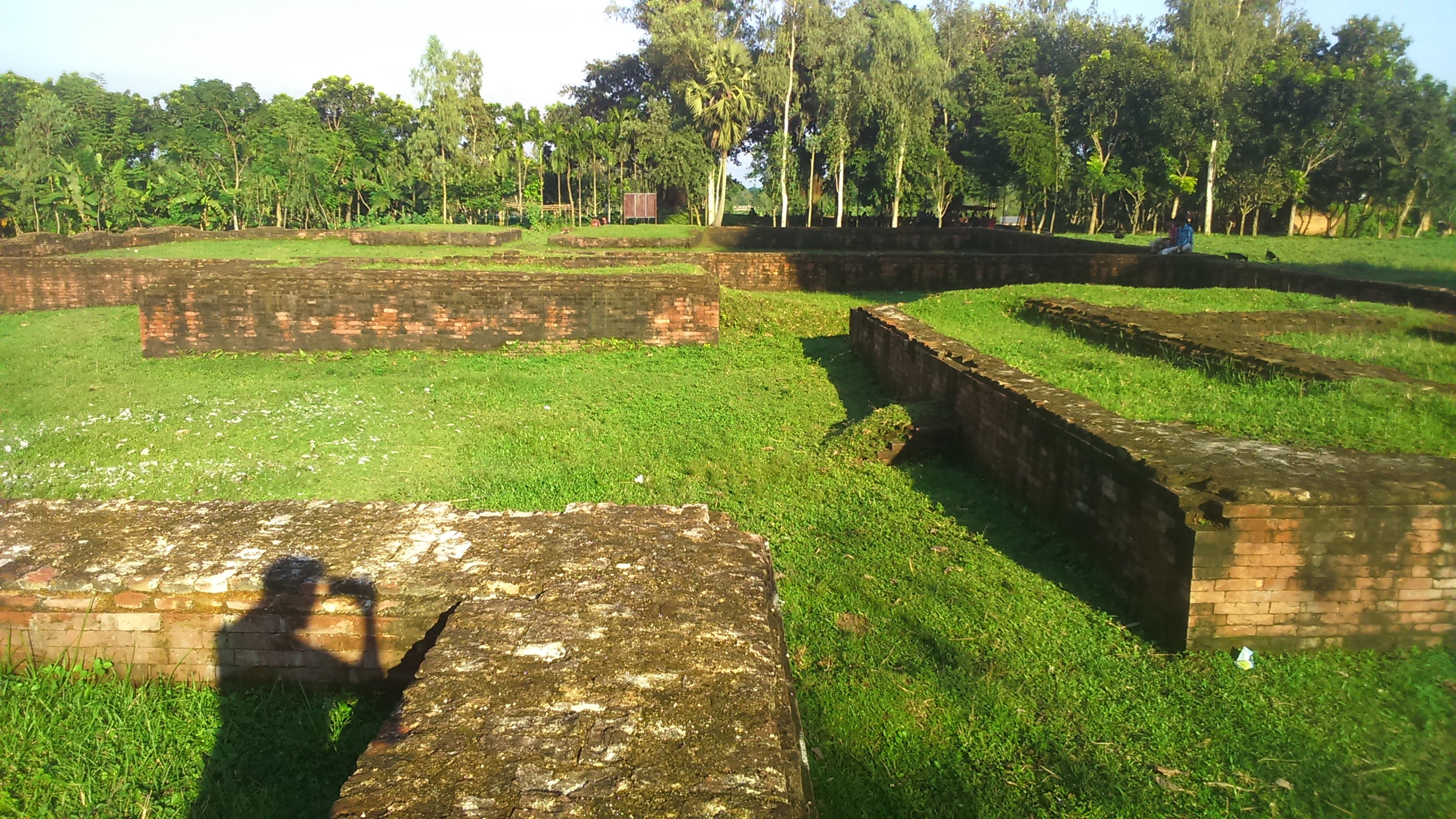
محل پرشورام
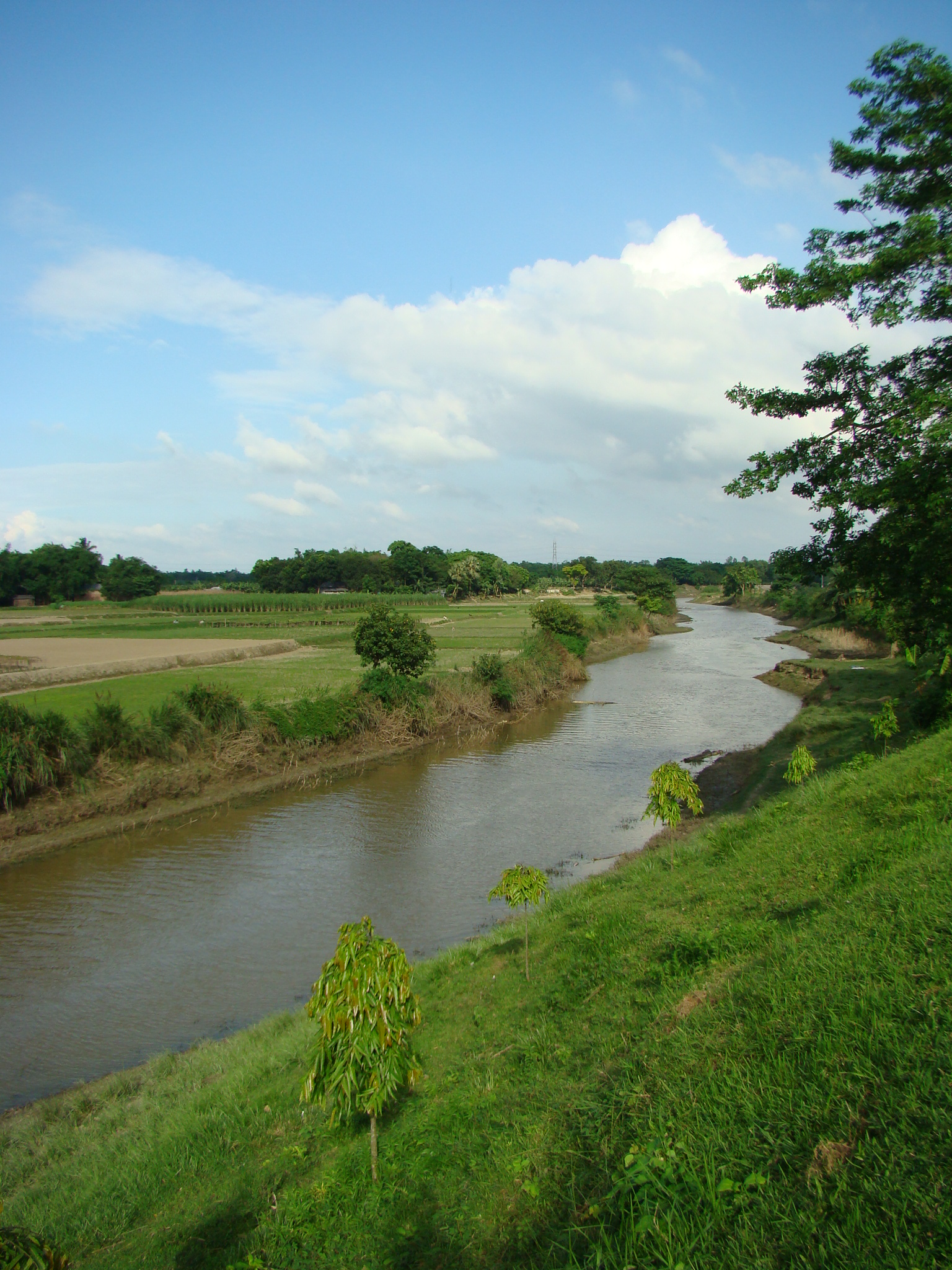
رودخانه کاراتویا در کنار ارگ ماهستانگره
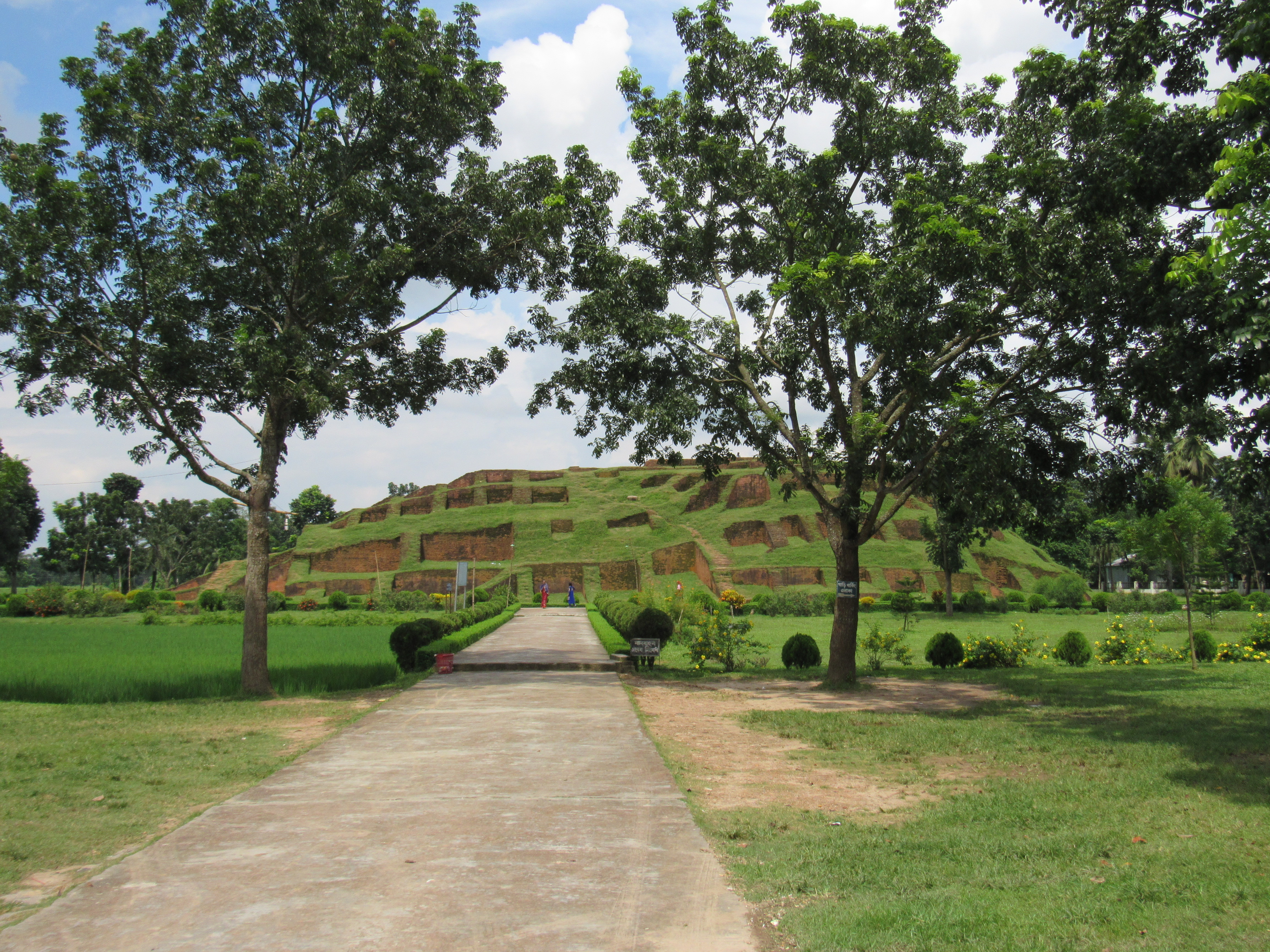
لکشیندار بهولار بصار غار در گوکول
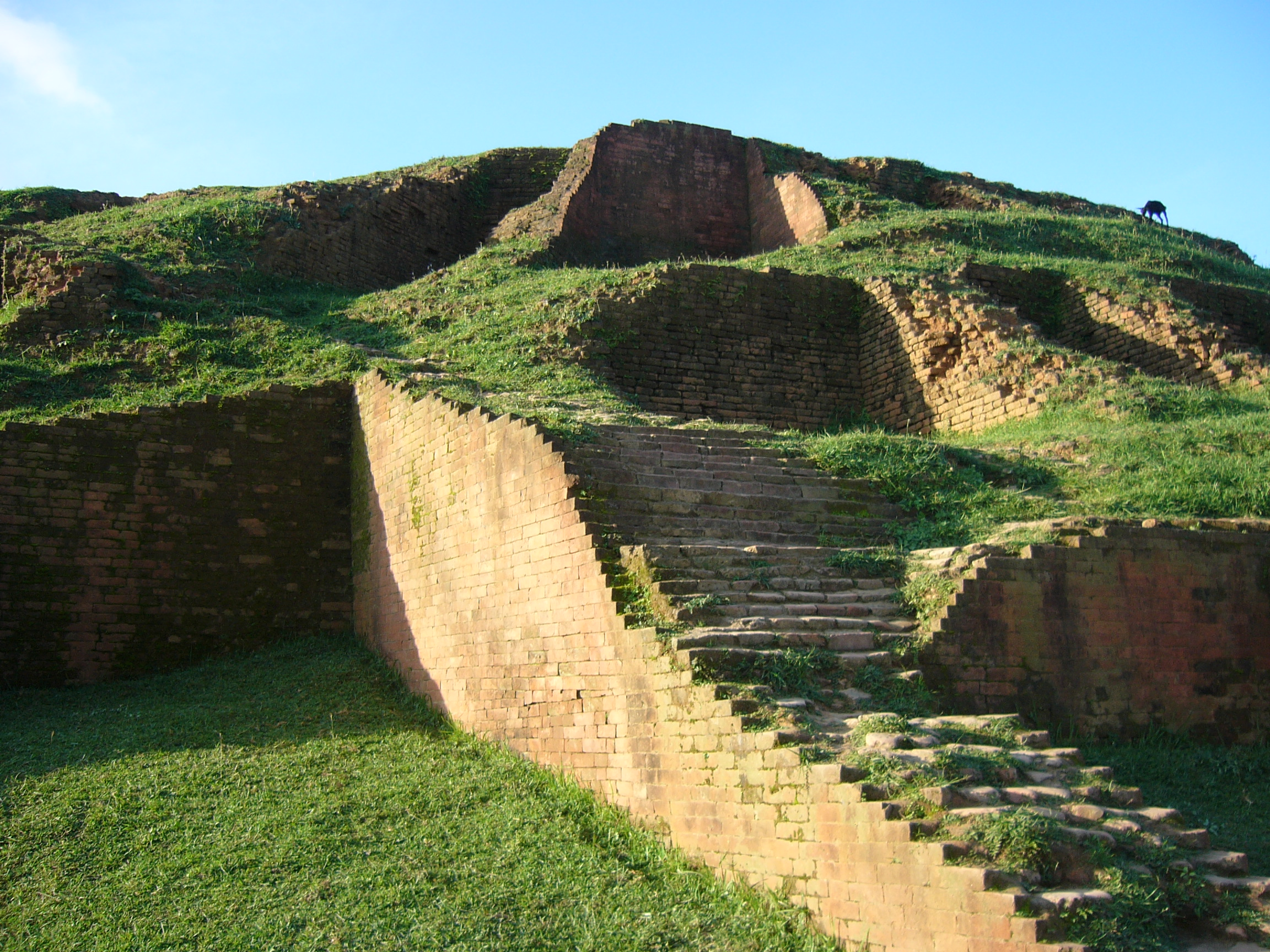
گوکول مد
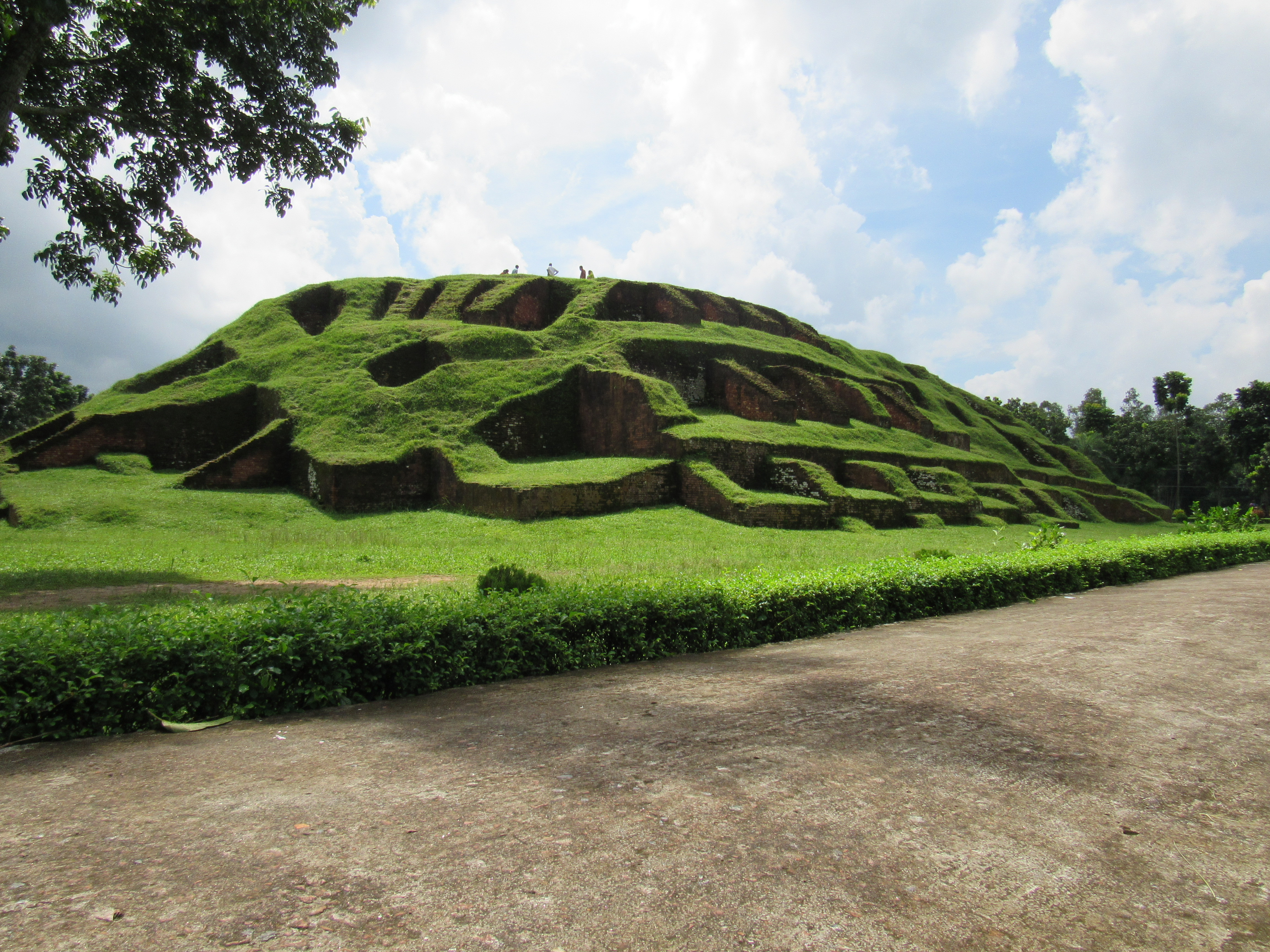
گوکول مد
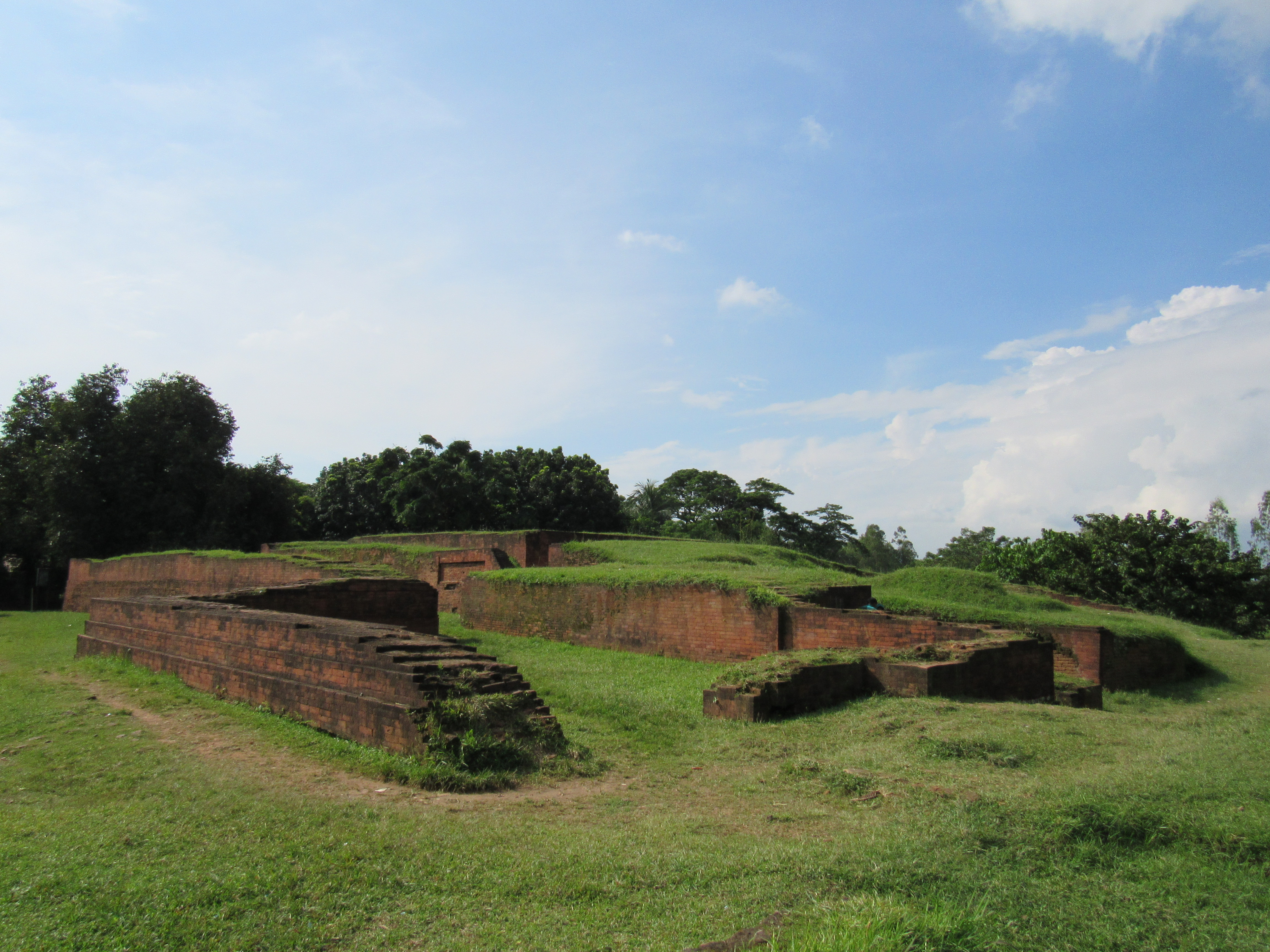
گوویندا ویتا
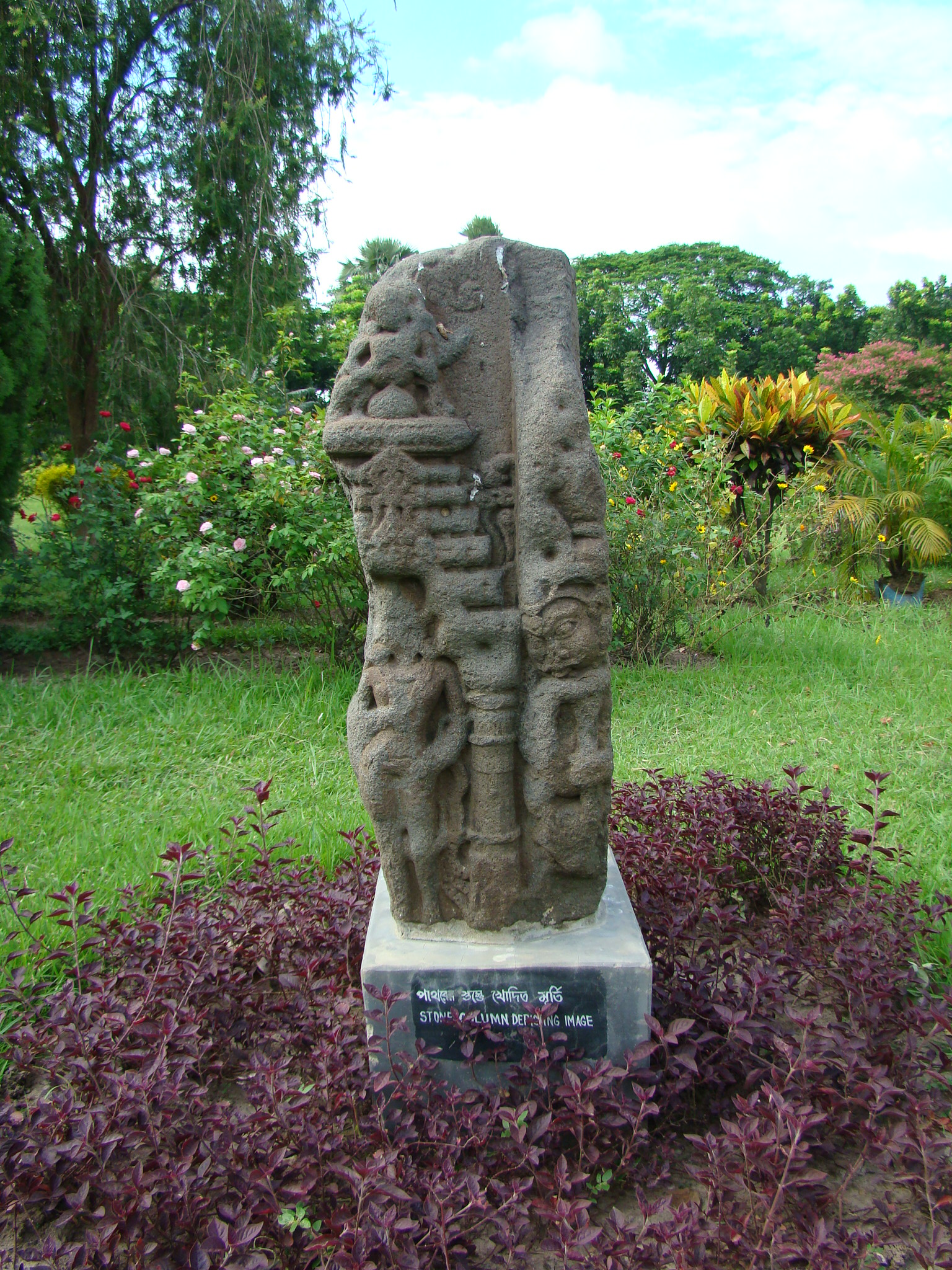
موزه مهستانگره
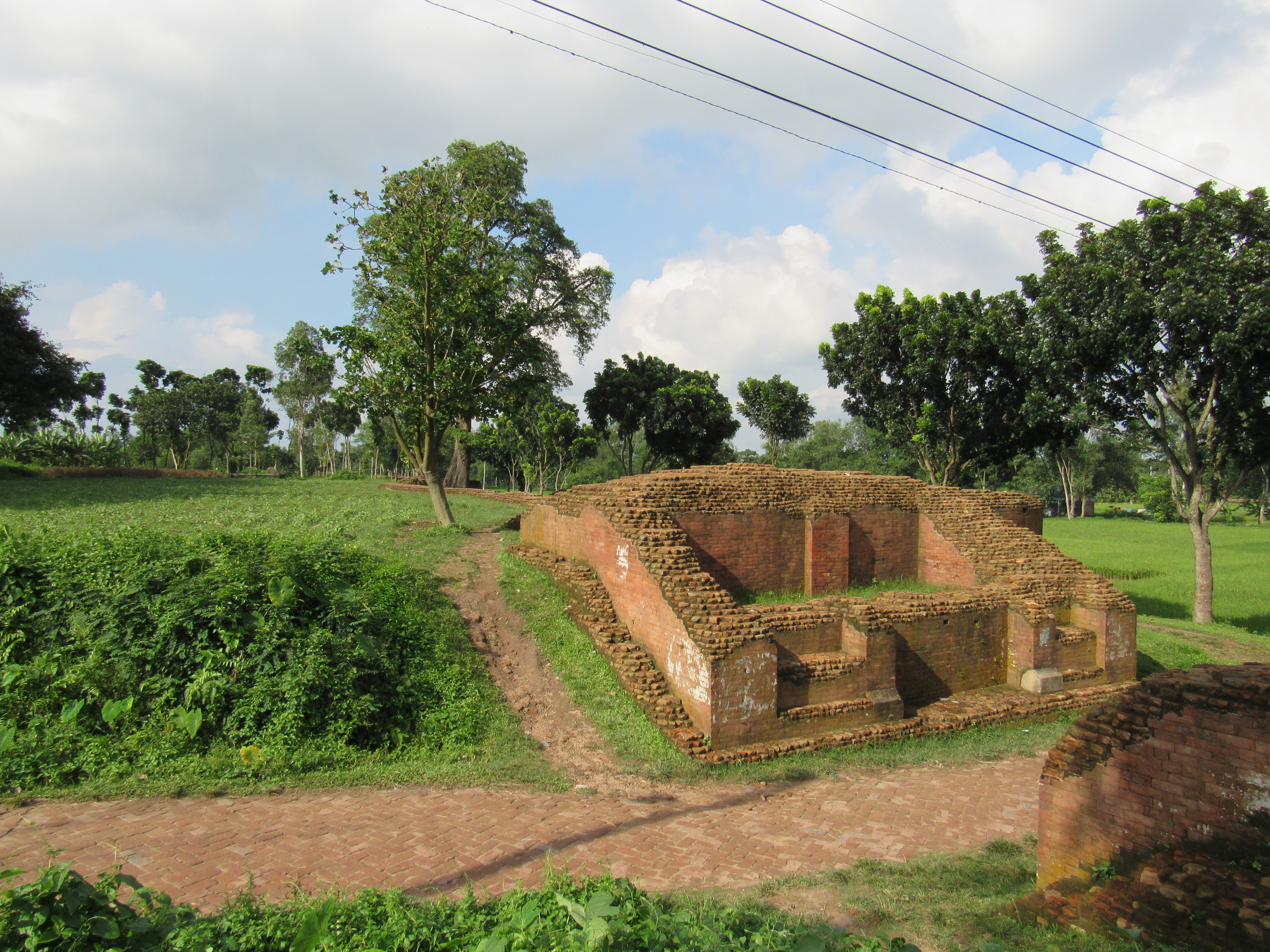
محل پرشورام
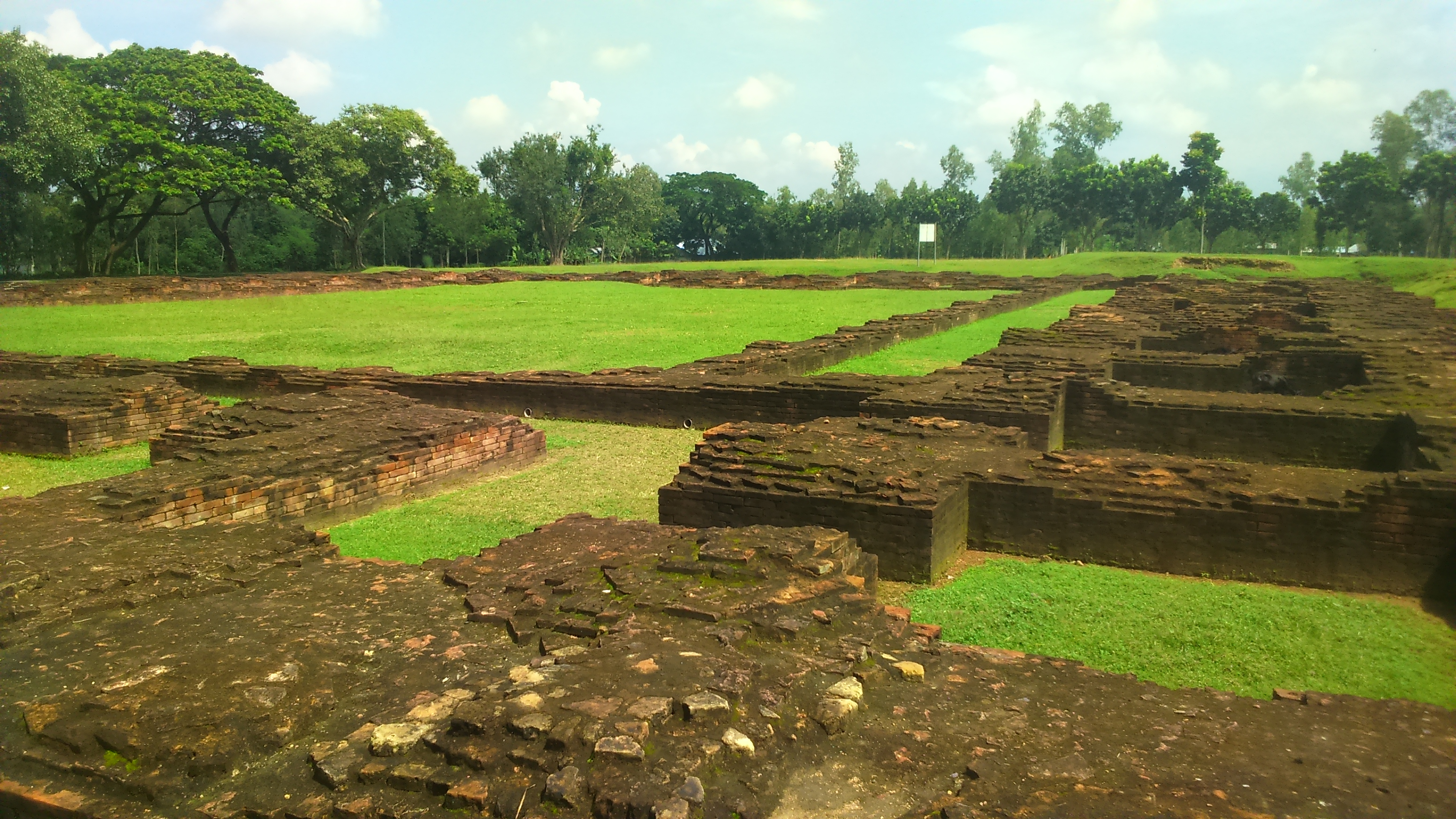
بیهار دهپ
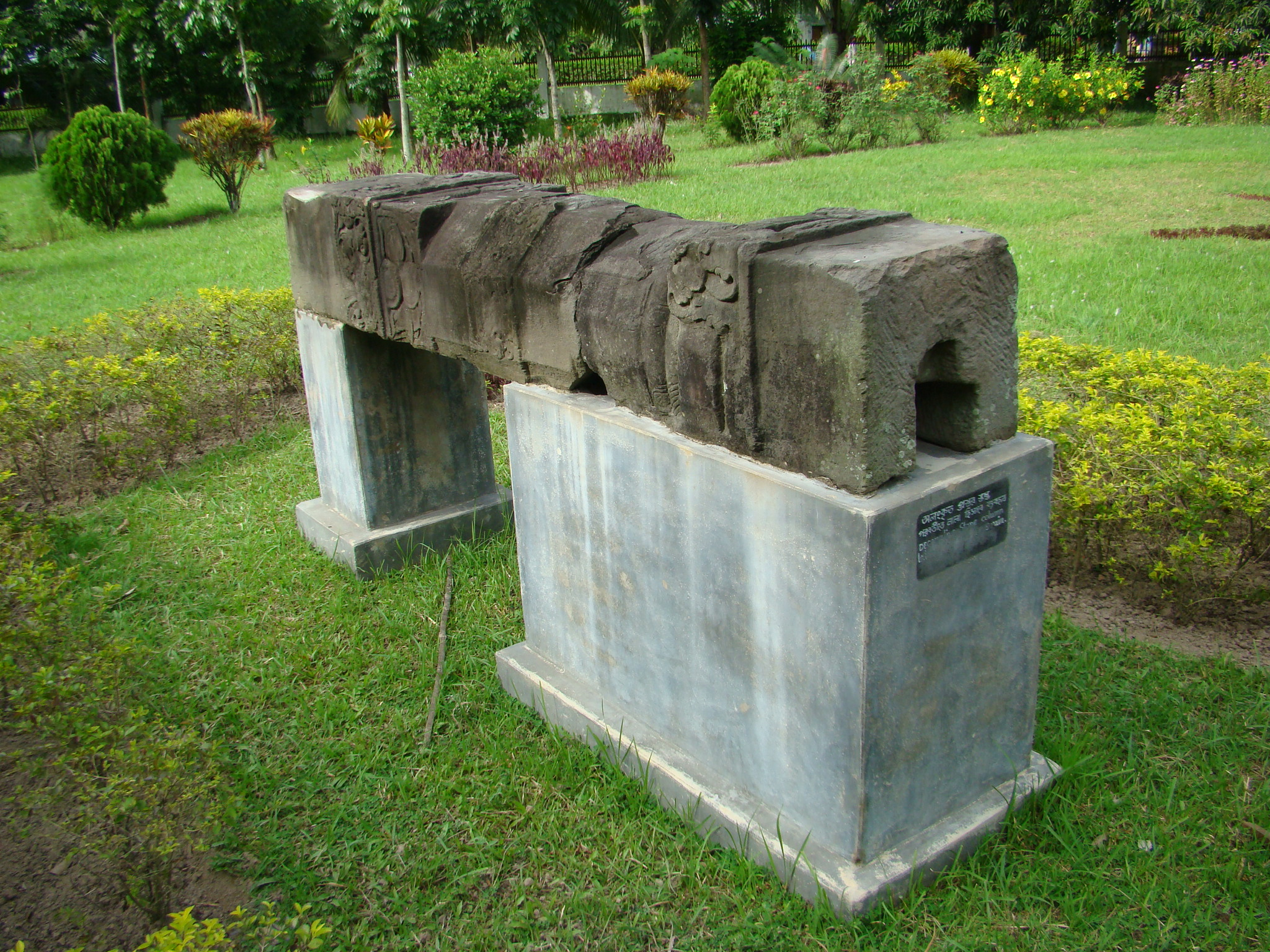
موزه مهستانگره
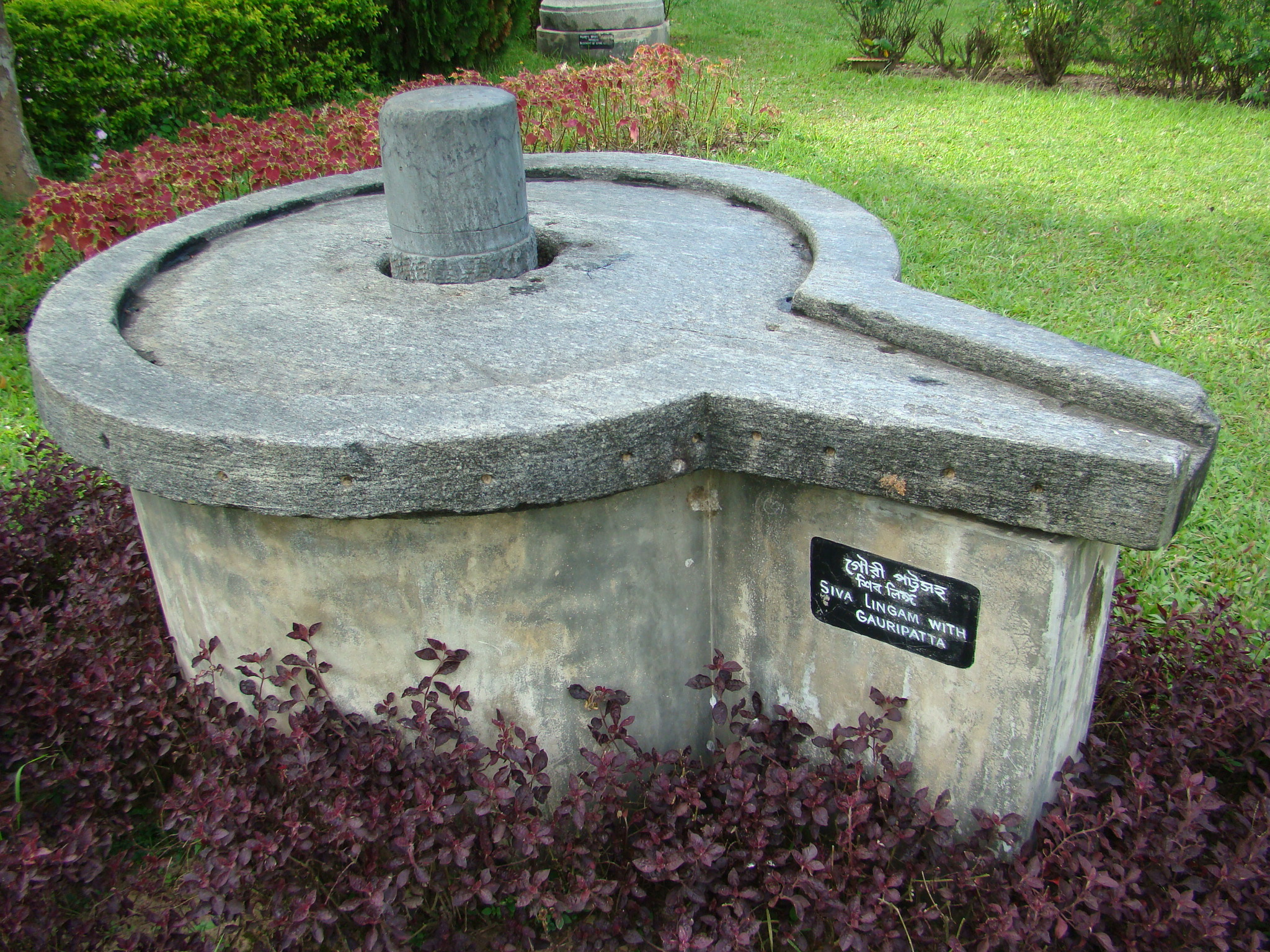
موزه مهستانگره
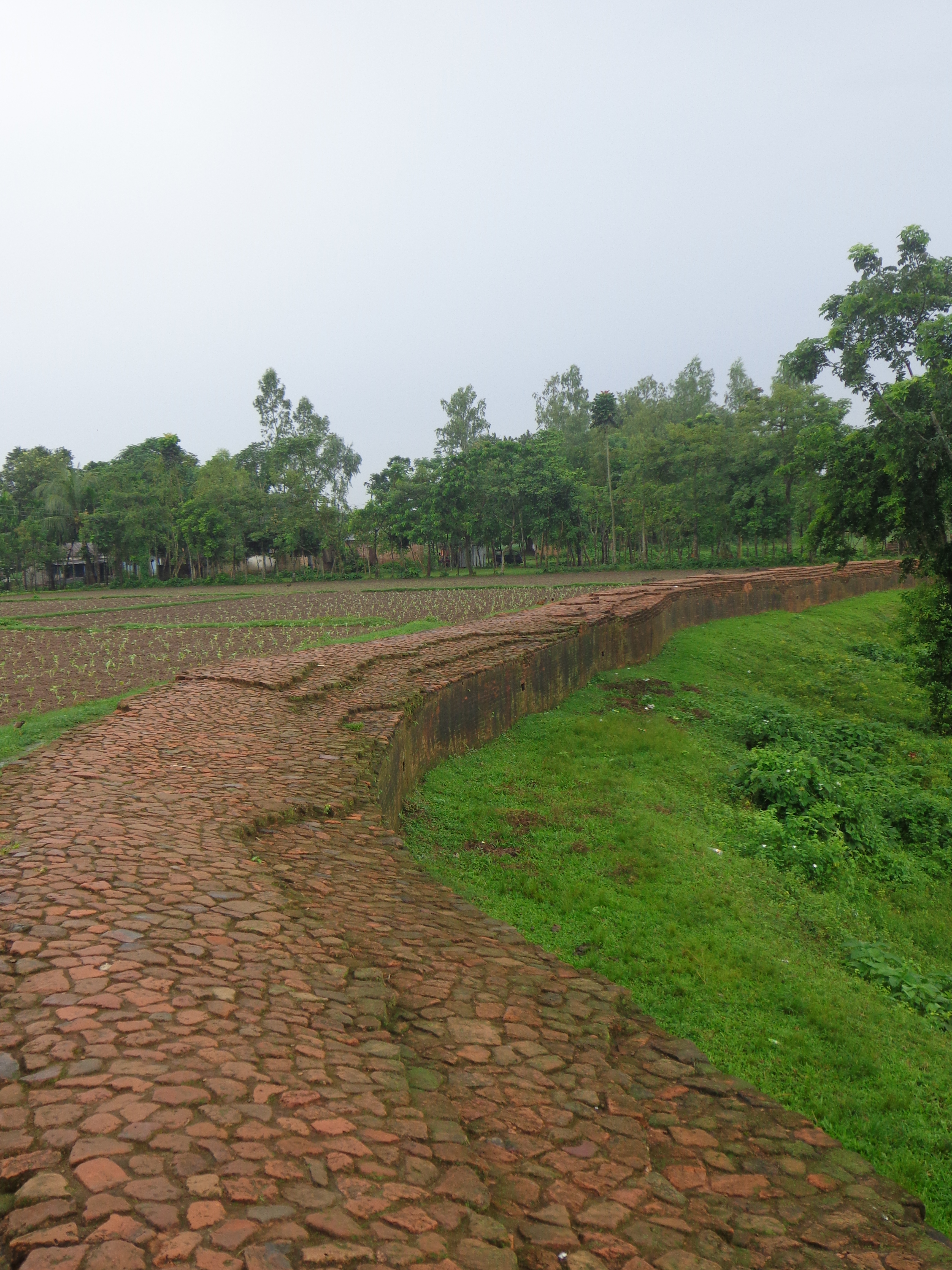
دیوار ماهستانگر
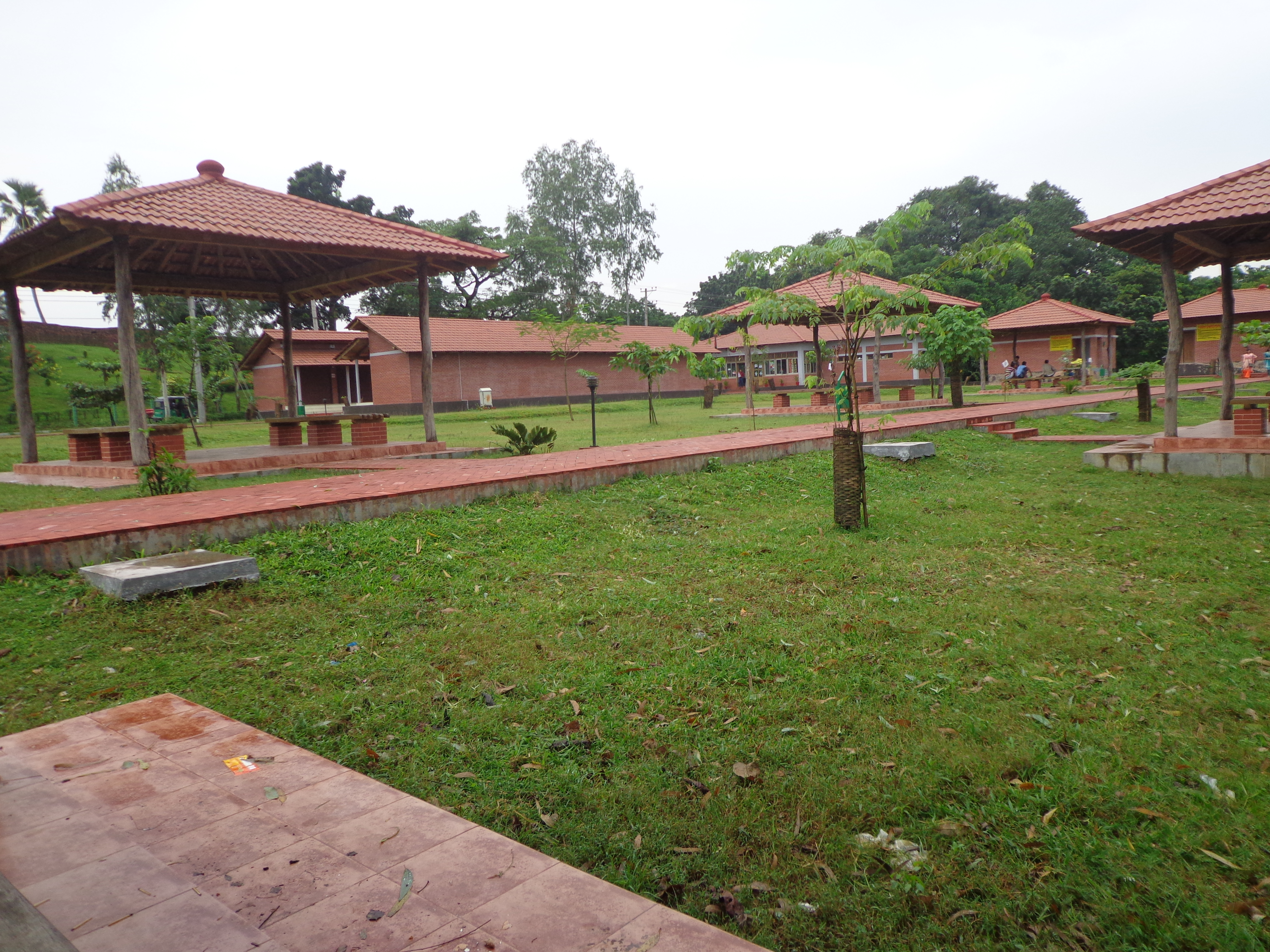
تفرجگاه ماهاشنگره
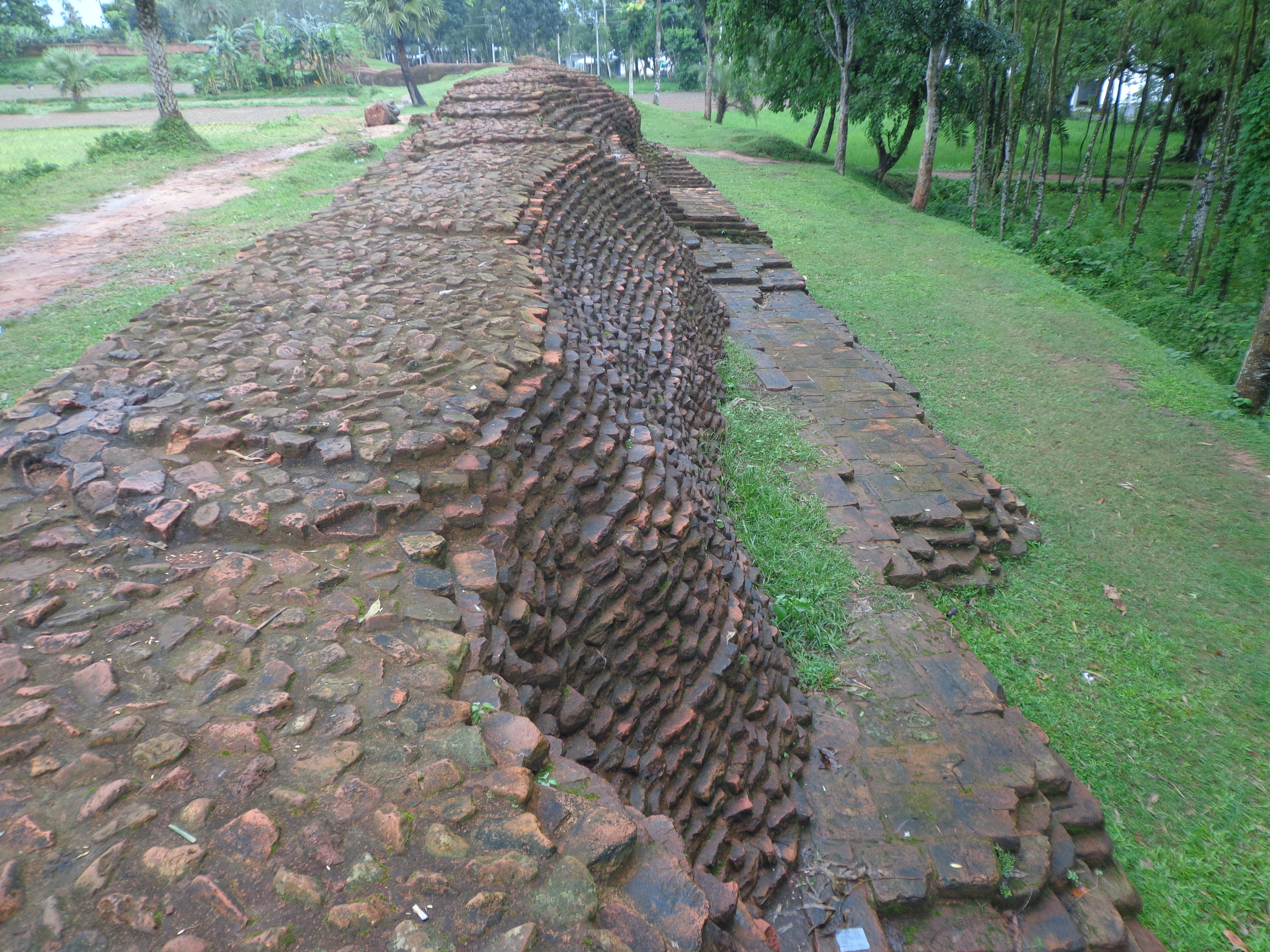
دیوار ماهستانگر
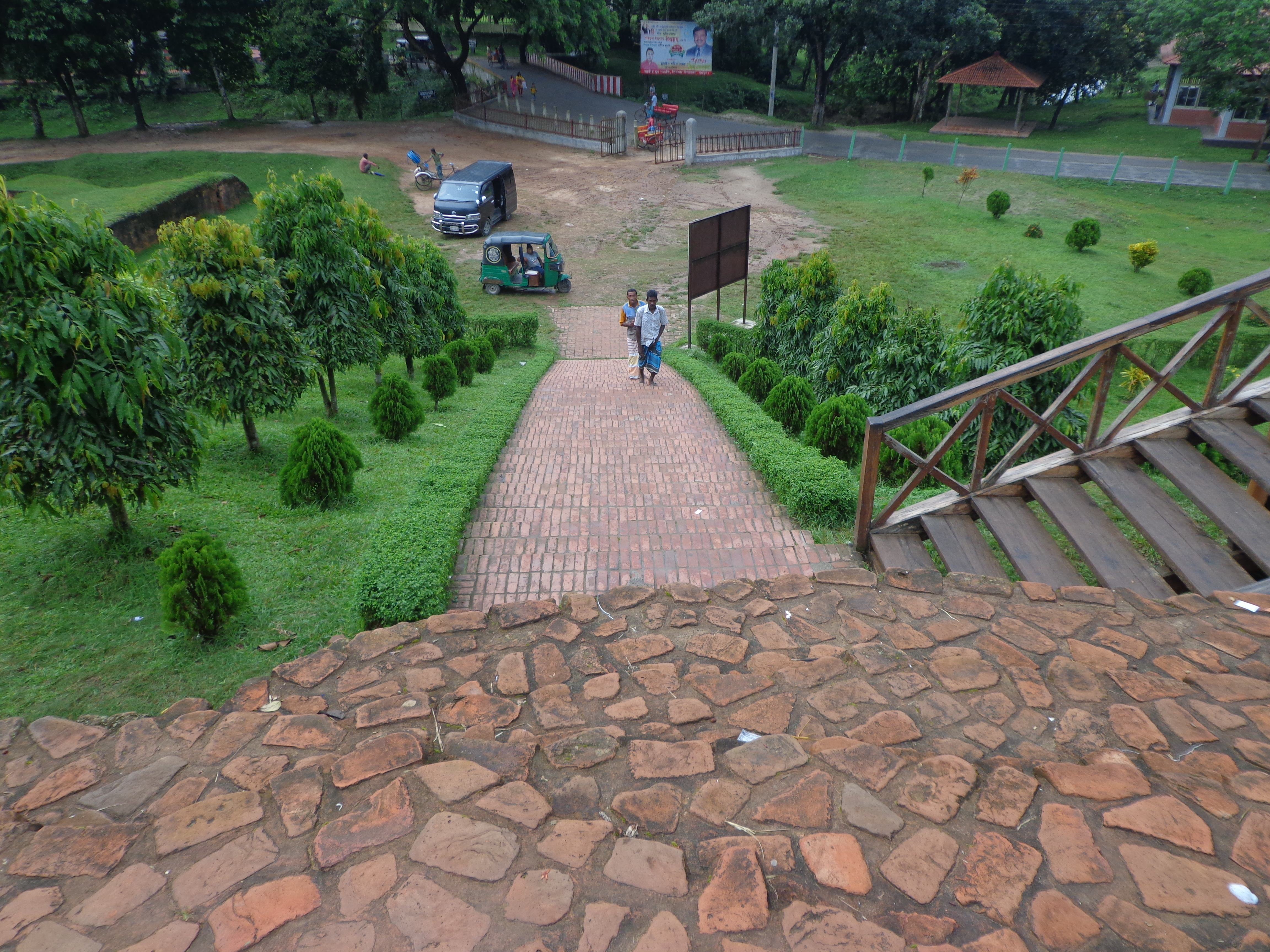
مهستانگره
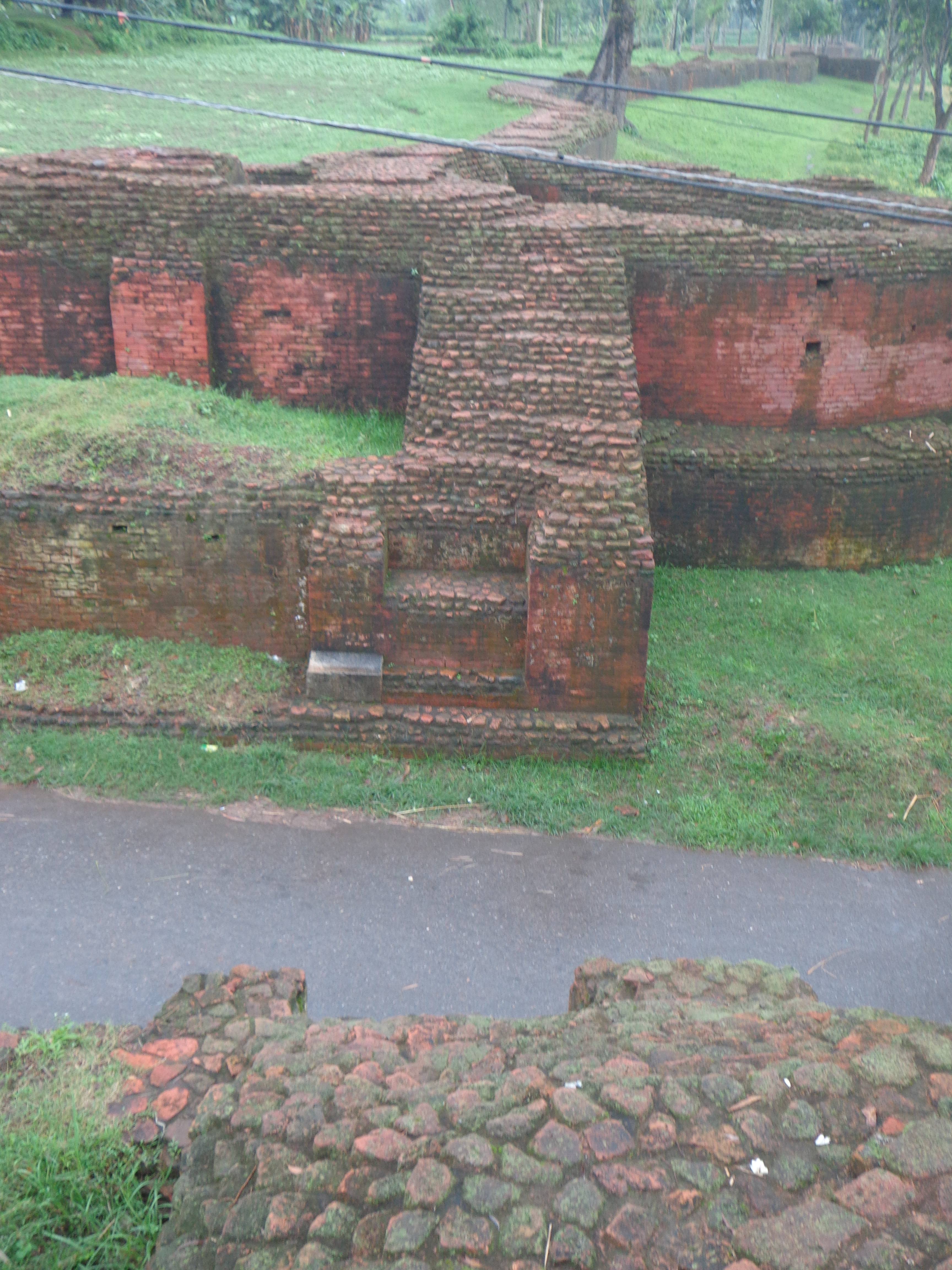
دیوار ماهستانگر